# Église Saint-Jacques-le-Majeur de Tillac
L'église Saint-Jacques-le-Majeur de Tillac est une église catholique située à Tillac, dans le département français du Gers.

## Présentation
L'église est un édifice gothique du XVe siècle. 
En 1855-1856, la nef est refaite et de nouvelles ouvertures sont alors percées pour éclairer chaque côté. 
L'église est inscrite à l'inventaire des monuments historiques depuis 2014.

### Mobilier
Son retable du XVIIIe siècle est classé monument historique. 
Alors qu’en 1840, l’église ne comporte aucune statue, elle compte aujourd’hui quelques œuvres parmi lesquelles une vierge pèlerine, un saint Jacques en bois sculpté, inspiré d’une statue du portail principal de la cathédrale de Saint-Jacques-de-Compostelle. 
On y trouve encore des trésors liturgiques : antiphonaires, ciboires, vêtements liturgiques et bannières de procession.
Plusieurs objets (cloche, tableau) sont référencés dans la base Palissy (voir les notices liées).

## Description

### Intérieur

#### Lanef
Un autel dédié à l'Enfant-Jésus sur un côté de la nef.
- Sur la gauche est placer une piétà sur un monument aux souvenirs des morts de Tillac lors de la Première Guerre mondiale et une statue de sainte Thérèse de Lisieux ;
- Sur la droite, sainte Jeanne d'Arc et la chaire en bois.

Les chapelles
Les chapelles sont placées de chaque côté du chœur et une, sur un côté de la nef.
- Sur un côté de la nef, la chapelle latérale de l'Enfant-Jésus de Prague ;
- Sur la gauche, la chapelle de la Vierge à l'Enfant ;
- Sur la droite, la chapelle Saint-Joseph.
- Au centre, le chœur.

#### Lechœur

##### Les vitraux
Sur les vitraux de l'abside sont représentés (de gauche à droite) : l'Immaculée Conception, le Bon Pasteur et saint Jacques le Majeur.

##### Le maître autel
Le maître autel est en bois sculpté et peint à l'imitation du marbre. sur la façade est représenté le Cœur Immaculée de Marie.

##### Le tabernacle
Sur le tabernacle à ailes sont représentés :
- Sur l'aile gauche, l'Annonciation avec de chaque côté des statuettes, à gauche, de saint Joseph, et à droite de l'Immaculée Conception.
- Sur l'aile droite, l'adoration des bergers et l'adoration des rois mages (les deux scènes sont représentées ensemble, on reconnaît un berger avec un bâton et un roi mage avec sa couronne) avec de chaque côté des statuettes, à droite, de saint Jacques le Majeur, et à gauche de saint Jean-Baptiste.
- Au centre, la porte du réceptacle où est représentée la crucifixion de Jésus.
- Au sommet est placé un crucifix.

## Galerie

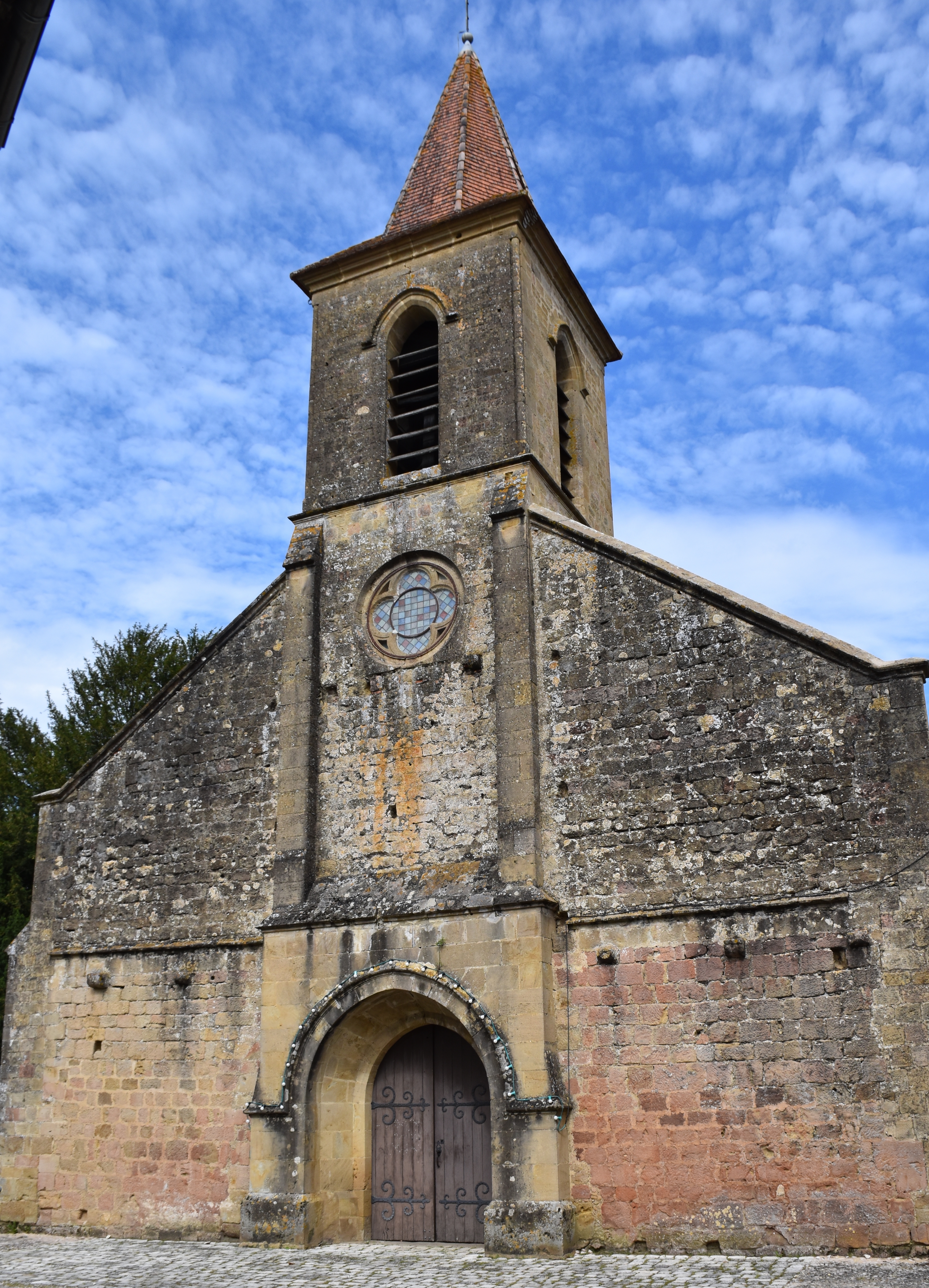
Vue de la façade.
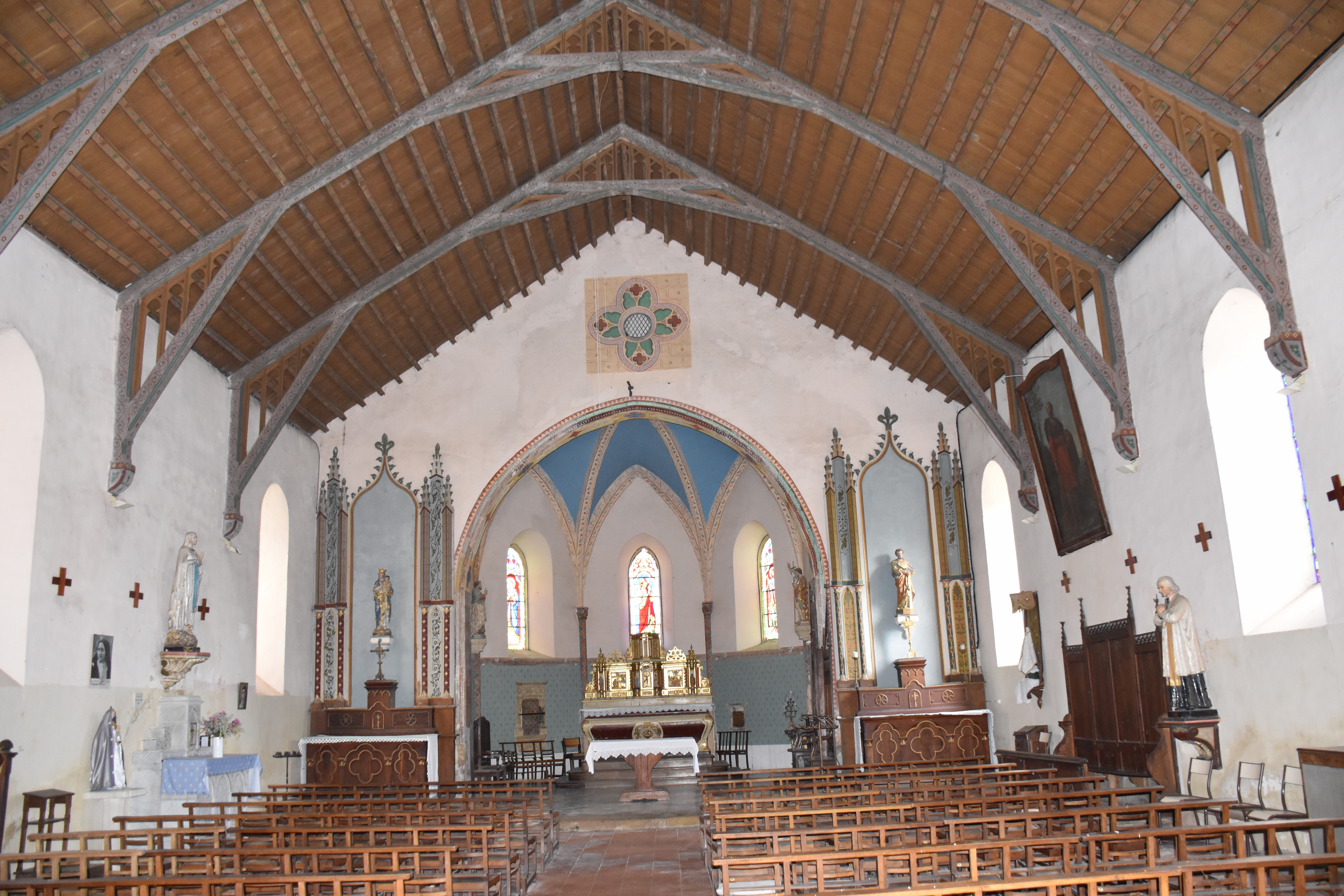
La nef.
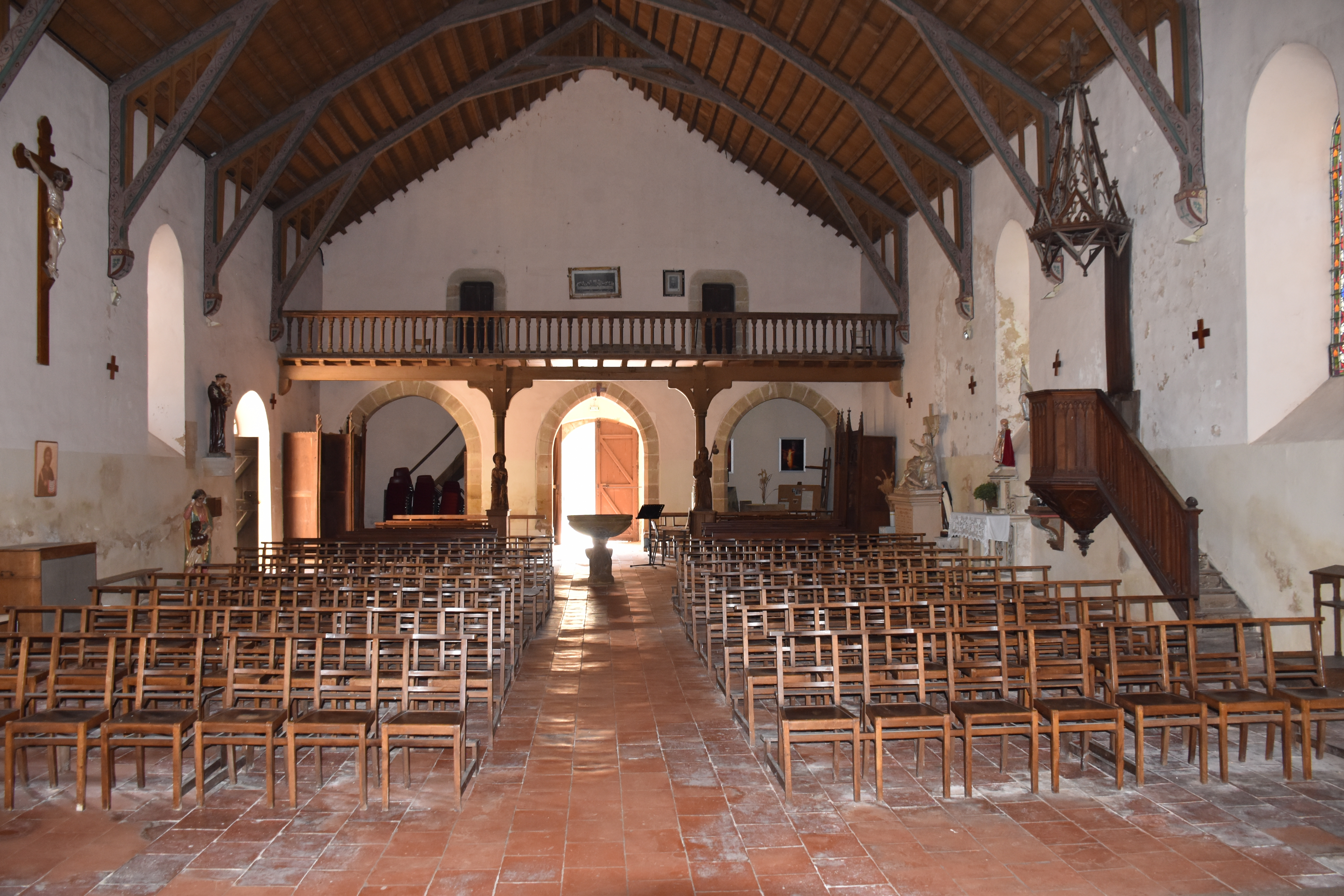
La nef côté porche.
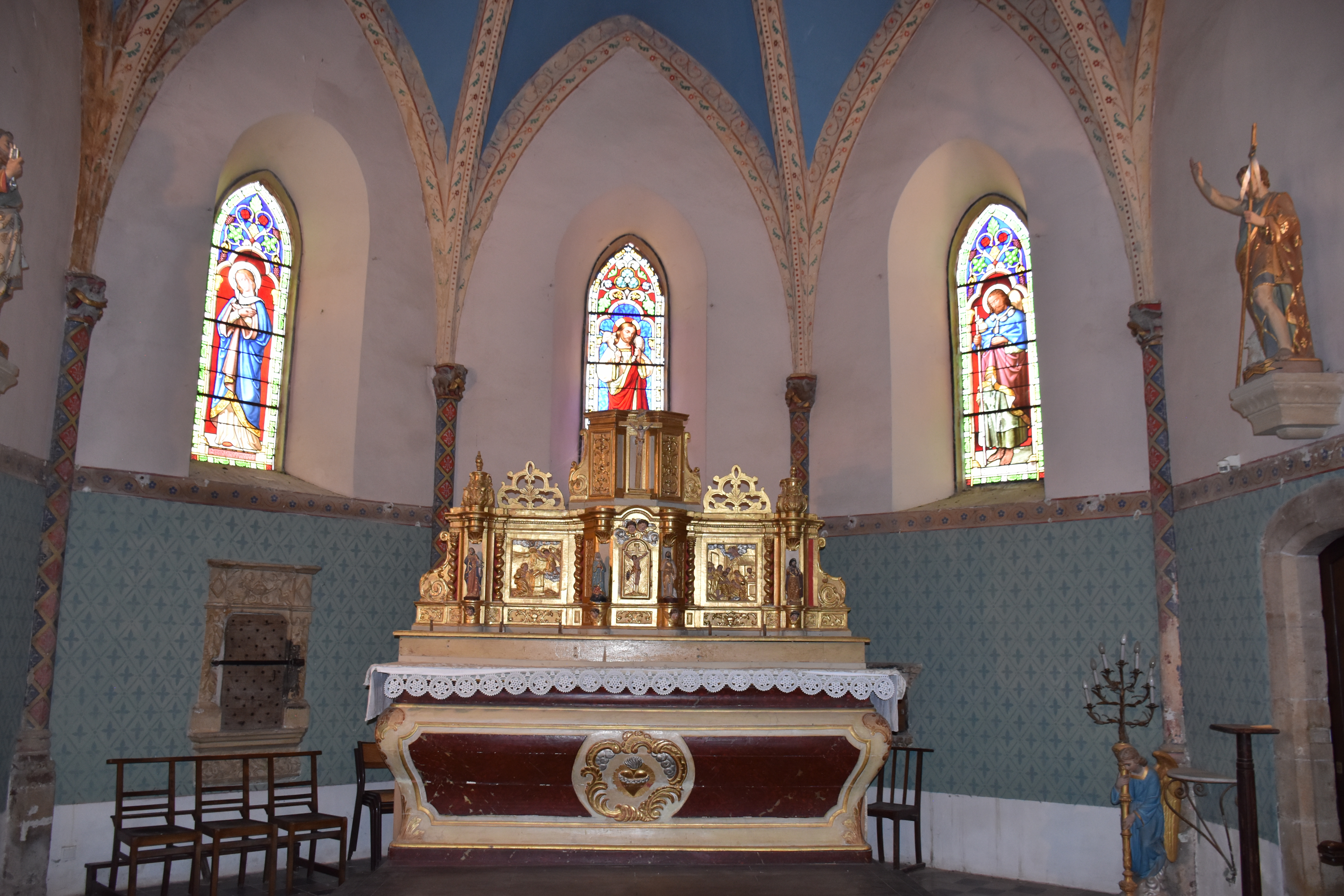
Le choeur.
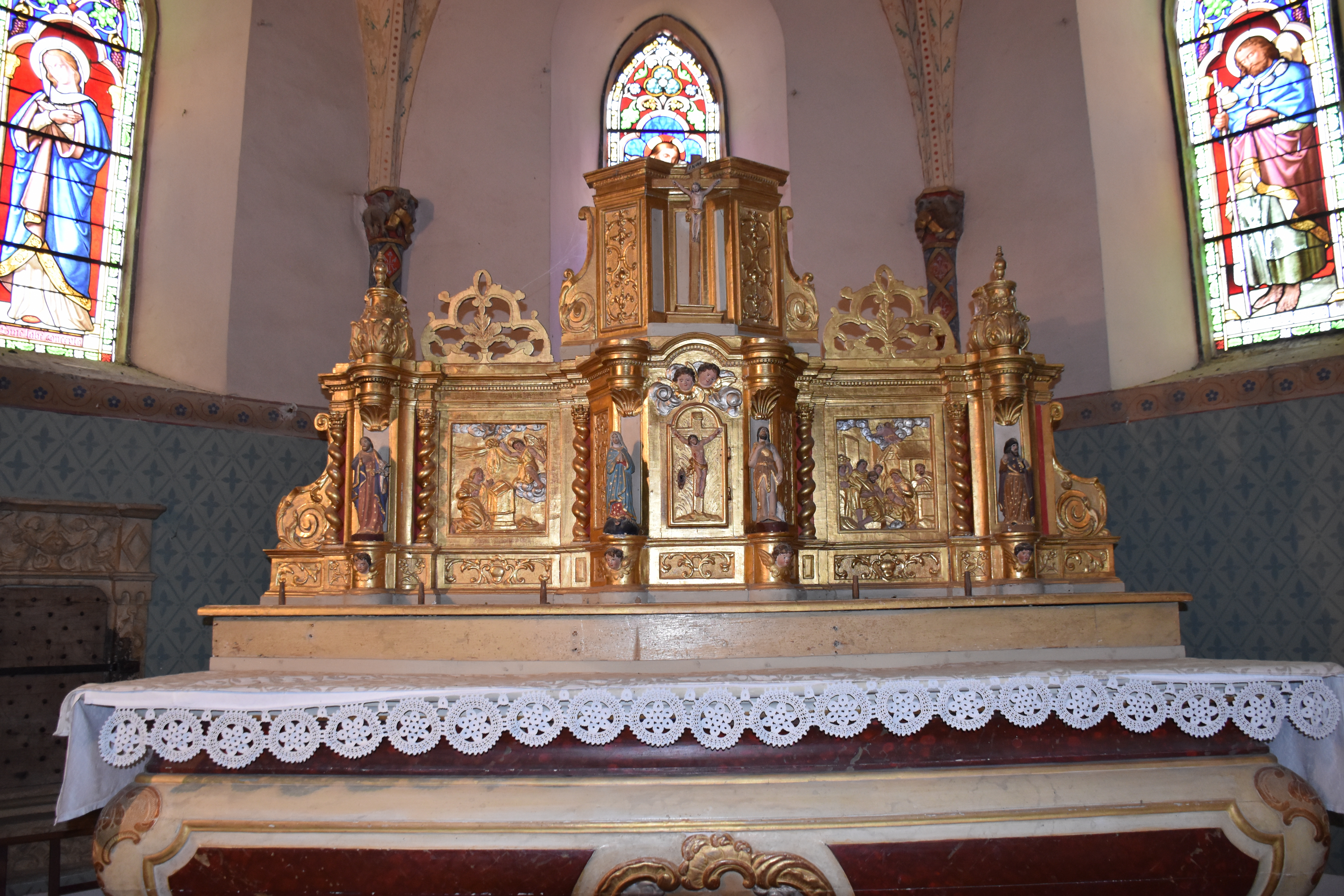
Le maître-autel.
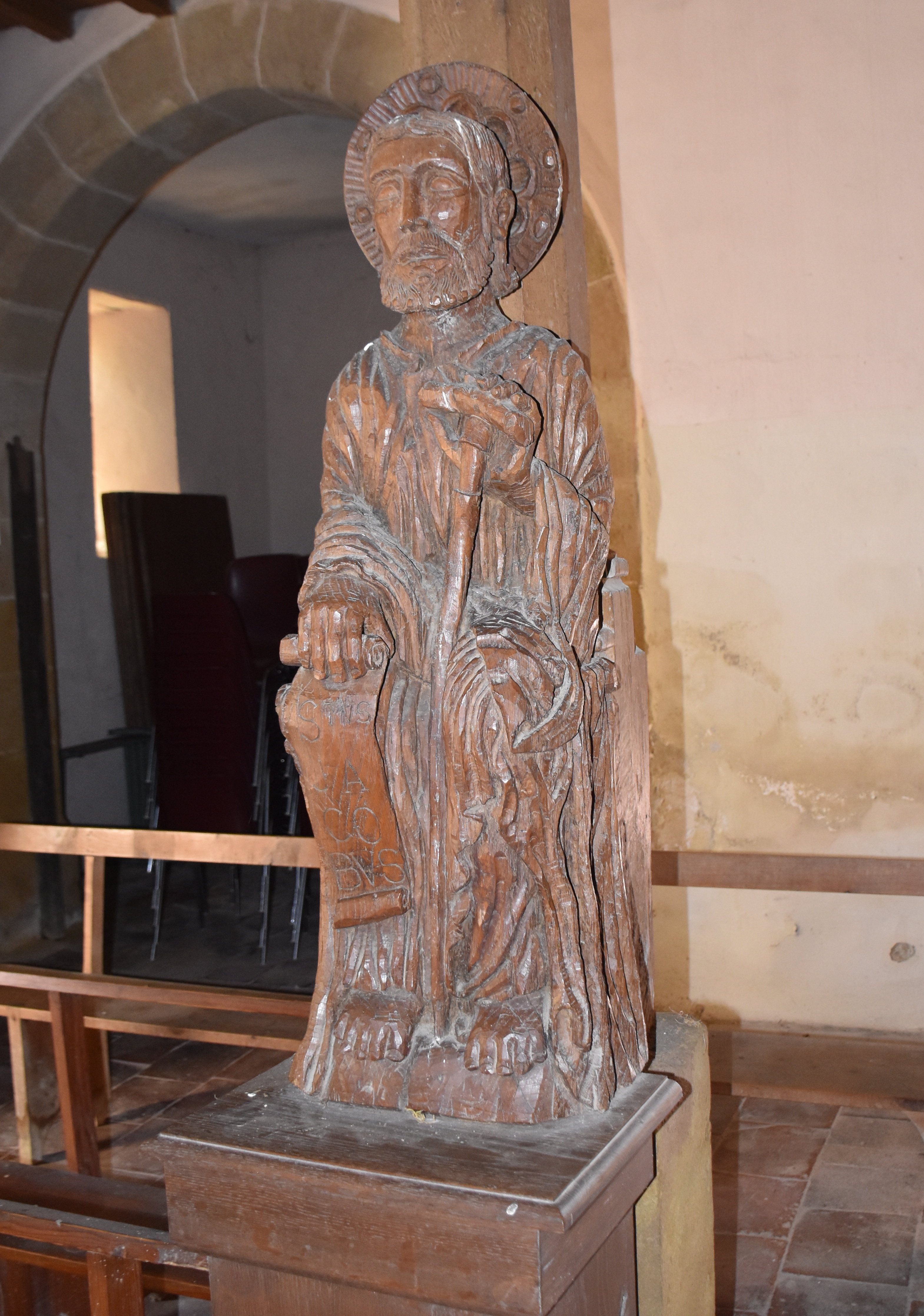
Statue de Saint-Jacques.